# La Maison du docteur Gachet à Auvers
La Maison du docteur Gachet à Auvers est le titre de deux   peintures à l'huile sur toile, réalisées entre 1872 et 1873 par le peintre français Paul Cézanne.
Le sujet en est la maison du docteur Gachet à Auvers-sur-Oise, ami de Cézanne et admirateur d'art moderne, qui l'avait accueilli lors d'un séjour en 1873.
- Le premier tableau de 46 × 38 cm est conservé au musée d'Orsay à Paris.

- Le second plus grand, de 61,6 × 51,1 cm, est conservé à la Yale University Art Gallery, New Haven (Connecticut, États-Unis)[2].